# Agytörzsi hálózatos állomány
A formatio reticularis az agy azon része, mely az élőlény éberségi szintjét, az alvási ciklusokat szabályozza. Filogenetikailag egyik legősibb része a agynak.

## Elhelyezkedés
A talamus hátsó részétől a nyúltvelőig terjed, kis nyúlványokkal rendelkező idegsejtek alkotják.

## Szerepe
A tudat éberségi szintjét szabályozza. Állatkísérletekben megfigyelték, hogy roncsolása esetén nem lehet az állatot felébreszteni.

## Kapcsolatai más képletekkel
Kapcsolatban áll a kisaggyal, a hipotalamusszal és az agykéreggel.
Agyrázkódásnál, amennyiben sérül, átmeneti funkciókárosodás léphet fel:

a páciens hypotoniásabb lesz, széles alapon jár (ataxia) → kisagy;

hányás, szédülés jelentkezik → hányásközpont a nyúltvelőnél;

pulzus, vérnyomás nő → hipotalamusz;